# Jeff Lebo
Jeffrey Brian Lebo, detto Jeff (Carlisle, 5 ottobre 1966), è un ex cestista e allenatore di pallacanestro statunitense, professionista nella NBA.

## Carriera
Con gli Stati Uniti ha disputato i Giochi panamericani di Indianapolis 1987.

## Palmarès

### Giocatore
- McDonald's All-American Game (1985)